# Лебідь Дмитро Захарович
Ле́бідь Дмитро́ Заха́рович (9 [21] лютого 1893, село Єлецько-Миколаївське (Євецько-Миколаївка) Новомосковського повіту Катеринославської губернії, тепер Дніпропетровської області — 30 жовтня 1937, Москва) — український і російський партійний і державний діяч, другий секретар ЦК КП(б)У (1920–1924), автор «теорії боротьби двох культур». Кандидат у члени ЦК КП(б)У в липні — жовтні 1918 року. Член Ревізійної Комісії КП(б)У в березні 1919 — березні 1920 року. Член ЦК КП(б)У в листопаді 1920 — травні 1924 року. Член Центральної Контрольної Комісії КП(б)У в травні 1924 — грудні 1925 року. Член Організаційного бюро ЦК КП(б)У в листопаді 1920 — травні 1924 року. Кандидат у члени Політбюро ЦК КП(б)У в грудні 1921 — травні 1922 року. Член Політбюро ЦК КП(б)У в травні 1922 — травні 1924 року. Кандидат у члени ЦК РКП(б) в квітні 1922 — травні 1924 року. Член Центральної контрольної комісії ВКП(б) у травні 1924 — червні 1930 року. Член ЦК ВКП(б) в липні 1930 — жовтні 1937 року.

## Біографія

### Початок шляху
Батьки — селяни з села Євецько-Миколаївка Новомосковського повіту Катеринославської губернії (село належало панам Євецьким). З 1894 року батько працював чорноробом на заводі, а потім машиністом залізниці. 
1905 року Дмитро Лебедь вступив до двокласного залізничного училища при станції Нижньодніпровськ (нині лівобережна частина м. Дніпро), але у зв'язку зі смертю батька облишив навчання у 1908 році, закінчивши три класи.
Від серпня 1908 по 1909 рік працював чистильником паровозів паровозного депо Катерининської залізниці у селищі Нижньодніпровську.
Член РСДРП(б) з 1909 року. Вів партійно-організаційну роботу в Катеринославі (нині Дніпро).
У 1909–1910 роках — опалювач вагонів вагонного депо. У 1910–1911 роках — помічник слюсаря вагонного депо. У травні 1911 — липні 1912 року — чорнороб, помічник слюсаря вагонних майстерень. 1912 року заарештований за революційну діяльність, однак незабаром звільнений. У 1912–1916 роках — слюсар, нікелювальник вагонних майстерень у Катеринославі.
1916 року Лебедя призвали в російську імператорську армію. Він утік, а потім улаштувався в запасний полк. Наприкінці 1916 року добився демобілізації[уточнити] через хворобу.
У січні 1917 року Лебедя заарештовано, та вже в березні, внаслідок Лютневої революції, звільнено. Був членом Катеринославської ради та виконкому, губернським комісаром міліції, очолював комітет РСДРП(б) Нижньодніпровського району. Керував у місті арештами колишніх діячів царського режиму, а також організовував цькування та арешти меншовиків та інших політичних противників. Пізніше став заступником голови виконавчого комітету Катерининської залізниці.
У квітні 1918 — січні 1919 — редактор журналу «Власть Советов» (вісника Народного комісаріату внутрішніх справ (НКВС) РРФСР) у Москві.
У січні — червні 1919 року — заступник голови Катеринославського губернського комітету РКП(б) і редактор газети «Звезда» (Катеринослав).
У червні — серпні 1919 — уповноважений командувача 14-ї армії РСЧА на П'ятихатській ділянці Південного фронту, член Революційної військової ради Української округи. У серпні — жовтні 1919 року лікувався після поранення, виконував доручення Всеукраїнського революційного комітету з організації радянської влади в Києві.
У вересні 1919 — лютому 1920 року — член Президії і заступник голови виконавчого комітету Владимирської губернської ради, член редколегії Владимирської губернської газети «Призыв».
У лютому — листопаді 1920 року — редактор губернської газети «Звезда» (Катеринослав), начальник політичного відділу Катерининської залізниці. У червні — липні 1920 року — голова Катеринославського губернського комітету КП(б)У.

### Теорія боротьби двох культур
Упродовж трьох з половиною років — від 23 листопада 1920 року до 12 травня 1924 року — Лебідь був другим секретарем ЦК КП(б)У. 
7 вересня 1922 року, доповідаючи Йосипу Сталіну, Валеріану Куйбишеву та В'ячеславу Молотову про арешти в Україні «антирадянської інтелігенції», писав, що висилати українських професорів за кордон узагалі недоцільно, оскільки там і так склалося досить потужне емігрантське угрупування, та звертався з проханням обмежитися висилкою у віддалені райони. (Гусєв В. «Застосувати як одну з репресивних мір проти професури вислання за межі федерації» // Віче. — 1994. — № 10. — С. 124—125).
Історик Орест Субтельний так схарактеризував діяльність другого секретаря ЦК КП(б)У:
|  | Так, один із найвищих чиновників української компартії росіянин Дмитро Лебідь навіть не намагався приховати ворожість до української мови, звичаїв, до українізації взагалі. Він обстоював так звану «теорію боротьби двох культур», з якої випливало, що оскільки російська культура в Україні пов'язана з прогресивним пролетаріатом і містом, у той час як культура українська — з відсталим селянством і селом, то російська культура рано чи пізно переможе, і обов'язок комуністів полягає в тому, щоб підтримати цей «природний процес». Хоч ідеї цього діяча поділялися багатьма його зверхниками у Москві, їх вважали передчасними, тому його та ряд інших визначних партійних чиновників-неукраїнців відкликали. |

Зокрема, в серпні 1923 року на Київській партійній конференції Дмитро Лебідь, ствердивши, що через історичні обставини культура міста є російська, а культура села українська, заявив, що «поставити собі за завдання активно українізувати партію, себто робітництво … це значить стати на точку зору нижчої культури села, порівняно з вищою культурою міста». Він запропонував засади вільної боротьби двох культур в Україні, їх вільну конкуренцію, з тим, що партія і уряд не повинні втручатися в цей процес.
У закордонній історіографії цю теорію (та практику, що випливала з неї) ще називали «лебедівщиною».

### На інших ділянках роботи
У травні 1924 — грудні 1925 року — голова Центральної контрольної комісії КП(б)У та народний комісар робітничо-селянської інспекції УСРР.
У березні 1926 — 10 лютого 1930 року — заступник народного комісара робітничо-селянської інспекції СРСР.
7 лютого 1930 — серпень 1937 року — 1-й заступник голови Ради народних комісарів РРФСР та голова Комітету із загальної освіти при РНК РРФСР.

### Арешт і розстріл
1 серпня 1937 року Лебедя заарештували, звинувативши за злою іронією долі в… «українському націоналізмі», а вже 29 жовтня 1937 року винесли смертний вирок і наступного дня розстріляли. Похований на Донському кладовищі Москви.
17 березня 1956 року посмертно реабілітований, 22 березня 1956 року поновлений в КПРС.